# 岩沼海浜緑地野球場
岩沼海浜緑地野球場（いわぬまかいひんりょくちやきゅうじょう）は、岩沼海浜緑地内にある野球場。
同球場は主に市内の中学野球や草野球、県内のリトルリーグに使用されていたが、東日本大震災の津波により壊滅的被害を受けた。

## 施設概要
- 両翼：91m、中堅120m
- 敷地面積：20,435m2
- 内野：クレー舗装、外野：天然芝
- スコアボード：パネル式、SBOカウンターのみ電球式。
- スタンド：バックネット裏・ダックアウト上に長椅子、内野席の一部は土、その他芝生席。（レフト側の外野席を除く）
- 照明：なし
- ブルペン:ファウルゾーンに2人分設置。

### その他
- 岩沼市内では唯一ラバーフェンスを兼ね備え、なおかつ放送設備のある球場のため冬期をのぞきほとんどが予約で埋まっている。
- フェンス、スコアボードはすべて緑色である。
- また、岩沼市民だけでなく、仙台市民の利用が多い。なぜなら仙台市も施設は使用1ヶ月前からの予約開始に対し、岩沼市の施設は使用2ヶ月前から予約できるからである。
- 平成23年3月11日に発生した東日本大震災の大津波により、施設の大半が被災した。
- 2017年の復旧再オープン時より、硬式野球での使用が禁止となる。

## 特徴
- 当初は「岩沼海浜緑地公園野球場」という名で整備されていた。
- 選手入場口とダッグアウトは直接つながっていないのでいったんフィールドに出る。
- 選手入場口は3塁側のみあり、1塁側ダッグアウトに行くには3塁側選手入場口を通りバックネット裏スタンド下の関係者通路を通り、つきあたりを左に曲がるとフィールドに出てグラウンドに入場する。
- スタンドの長椅子はフィールド方向に多少傾いている。
- スタンドへの入場口はバックネット裏にありレンガ調の階段が整備されている。
- コンコースはすべてレンガ調というレトロな雰囲気の野球場である。
- 球場外周には異常にマツの木が多い。